# Алькосебре
Алькосебре (ісп. Alcocébre) — селище в автономному співтоваристві Валенсія (Іспанія). Знаходиться на березі Балеарського моря. Є популярним туристичним напрямком.
У місті є три бухти і чотири пляжі.

## Галерея

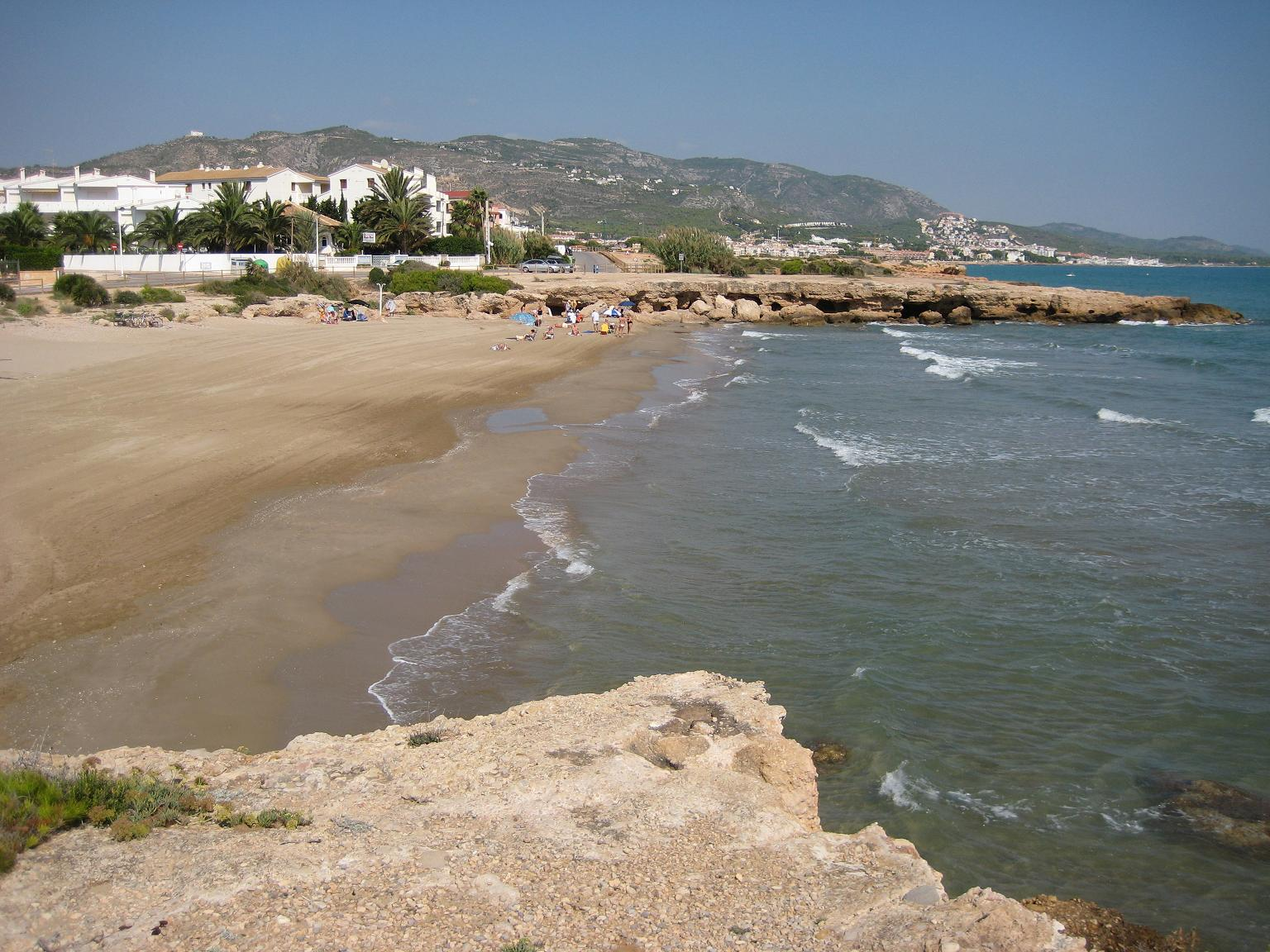
Пляж Платха дель Моро (Platja del Moro)
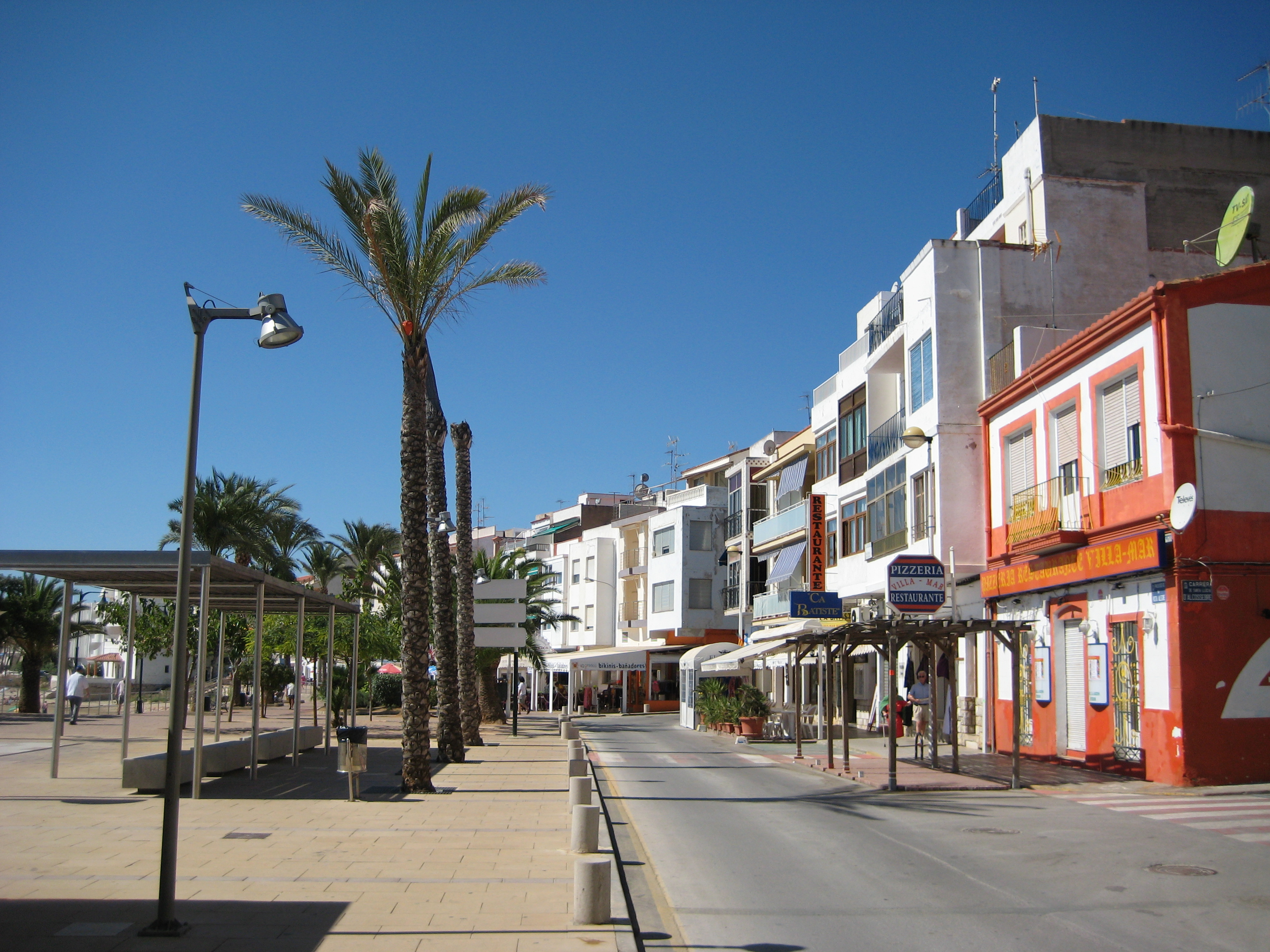
Набережна
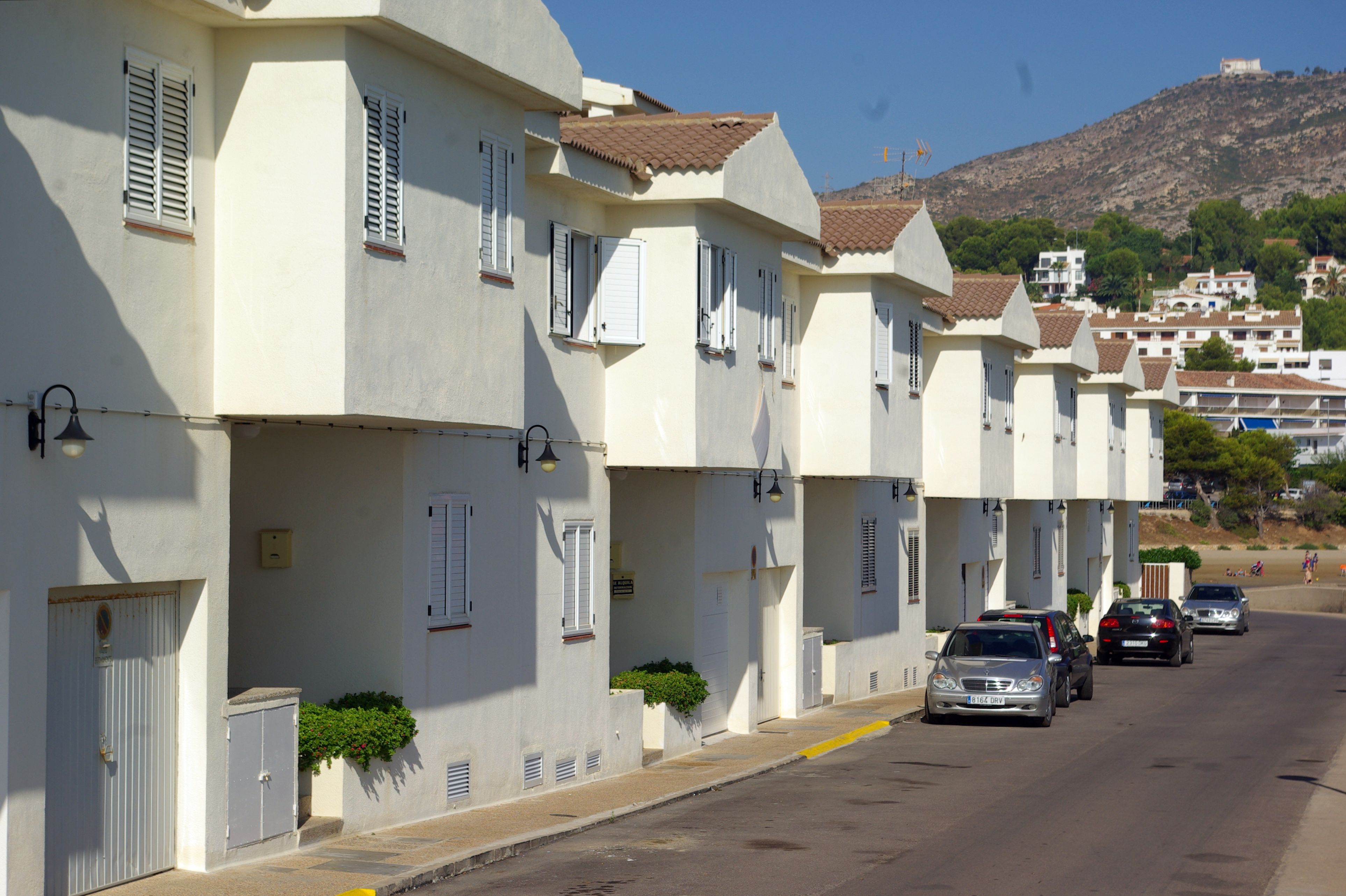
вулиця селища
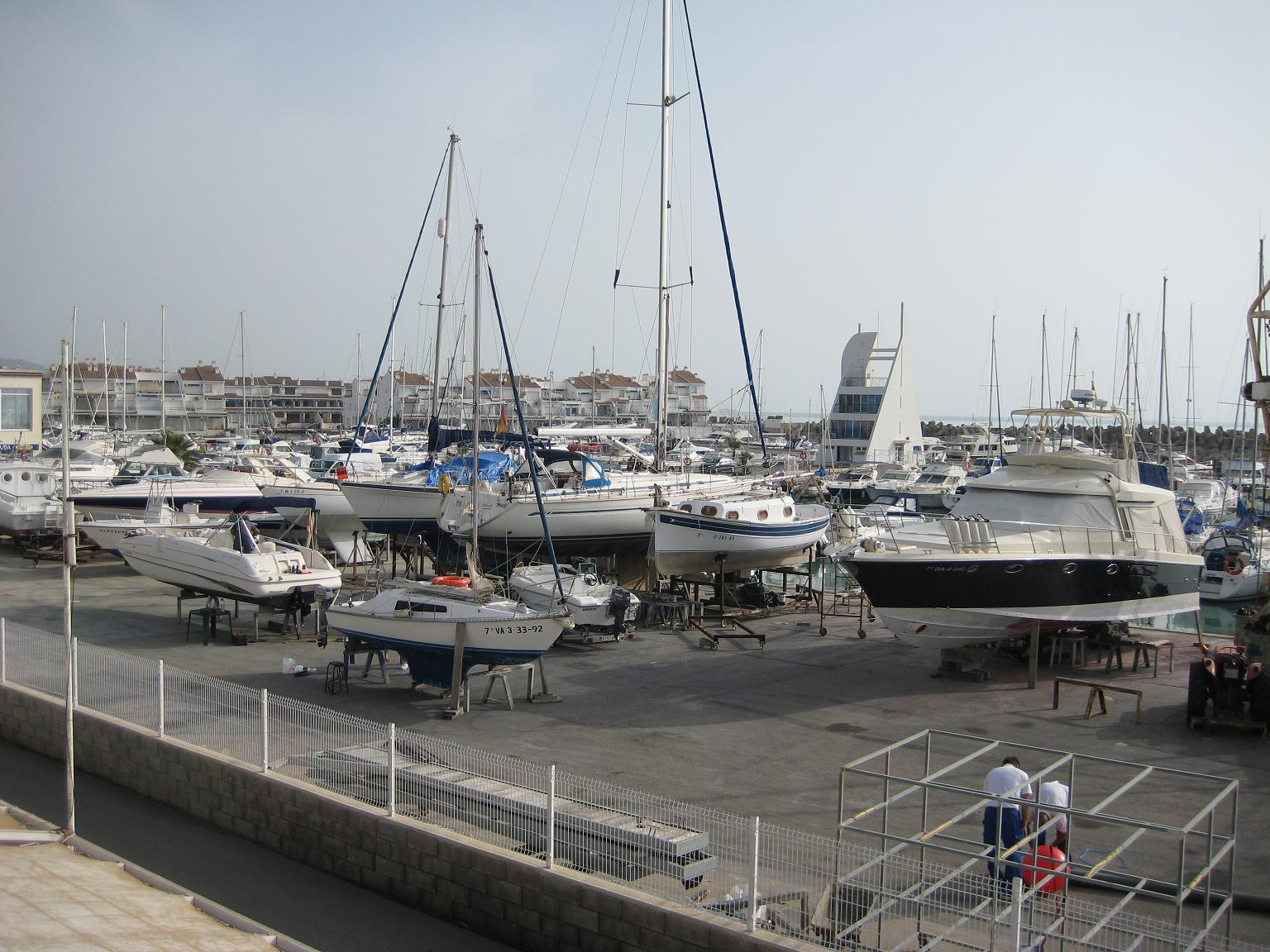
Порт
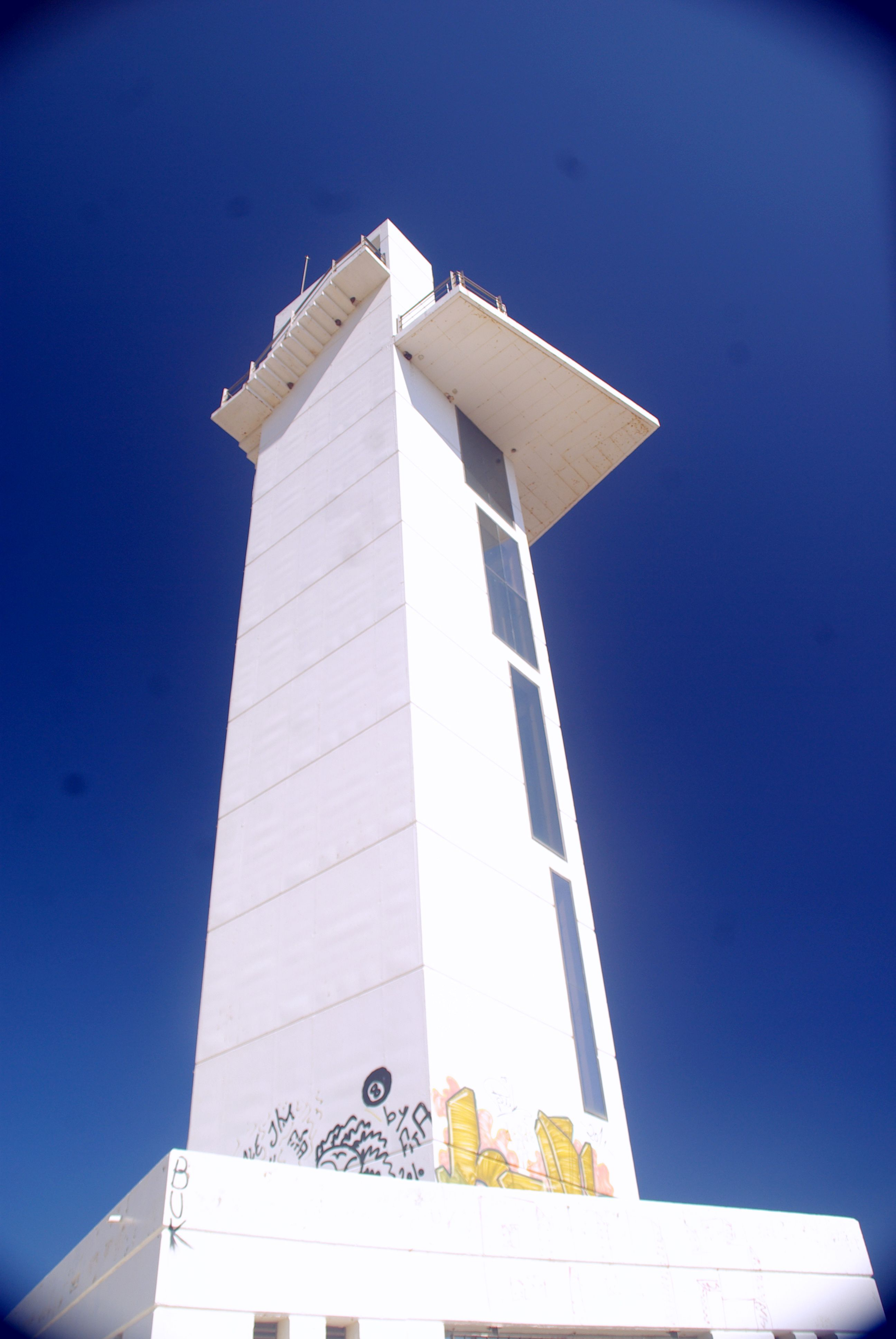
Маяк
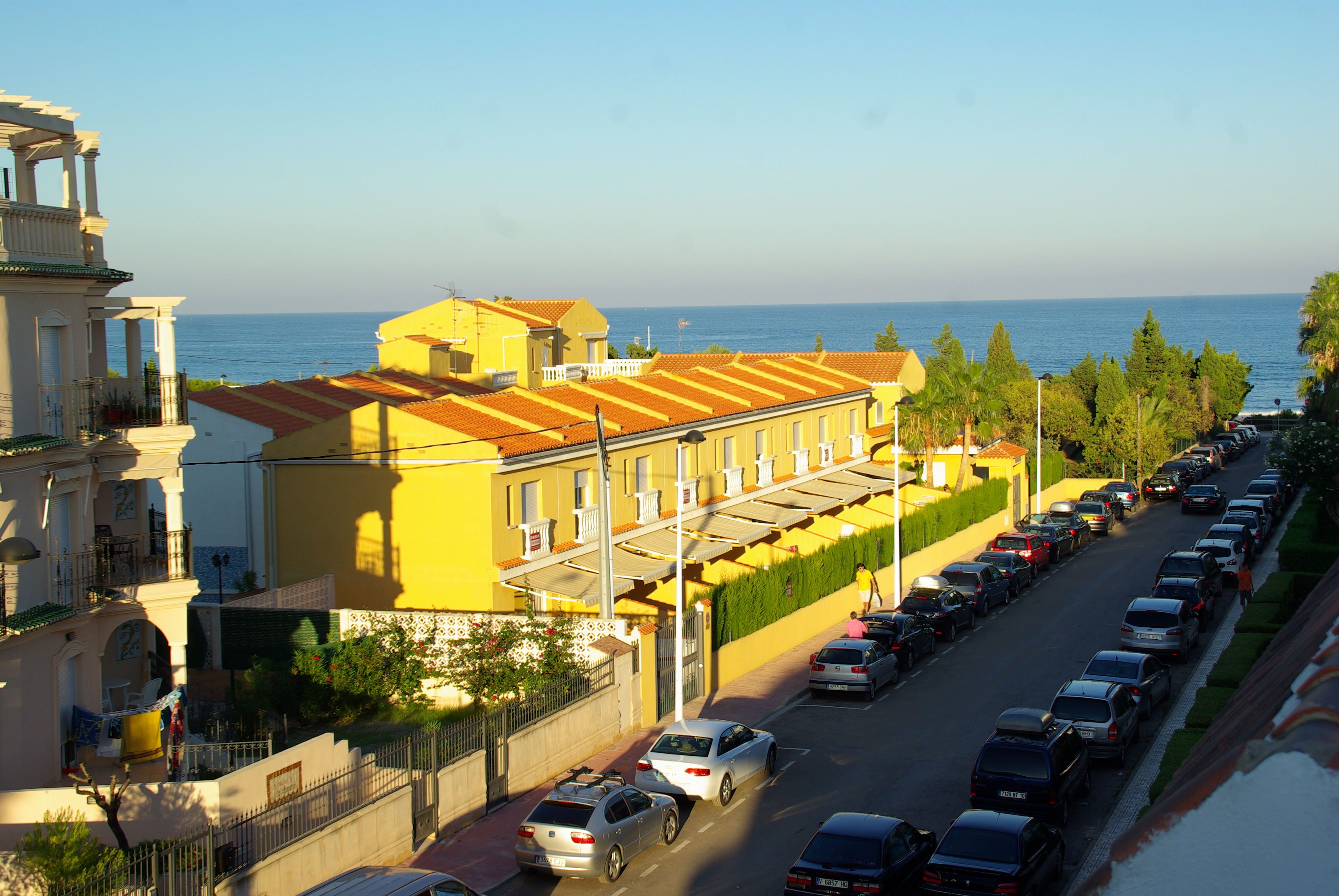
Припортова вулиця
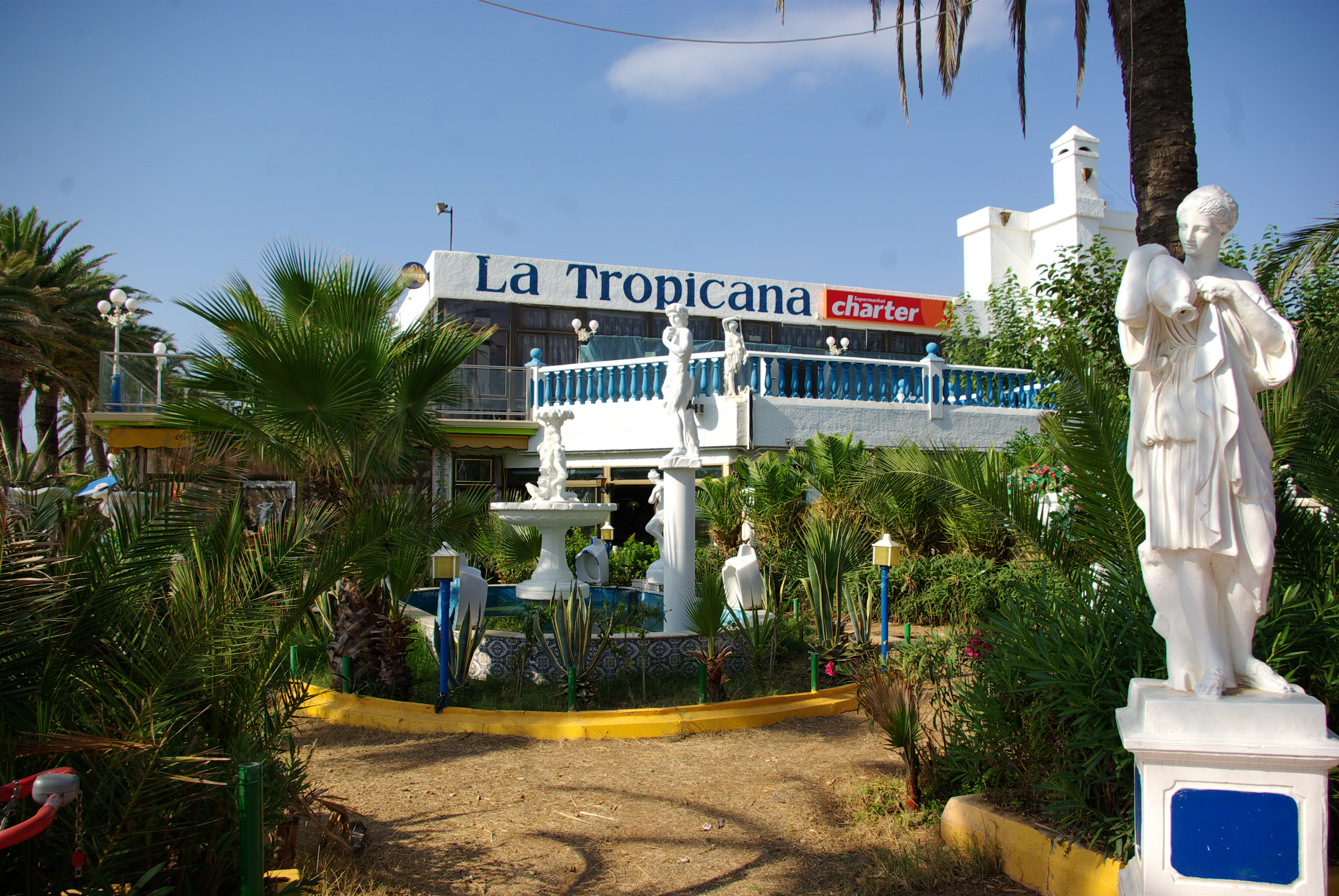
Один з готелів
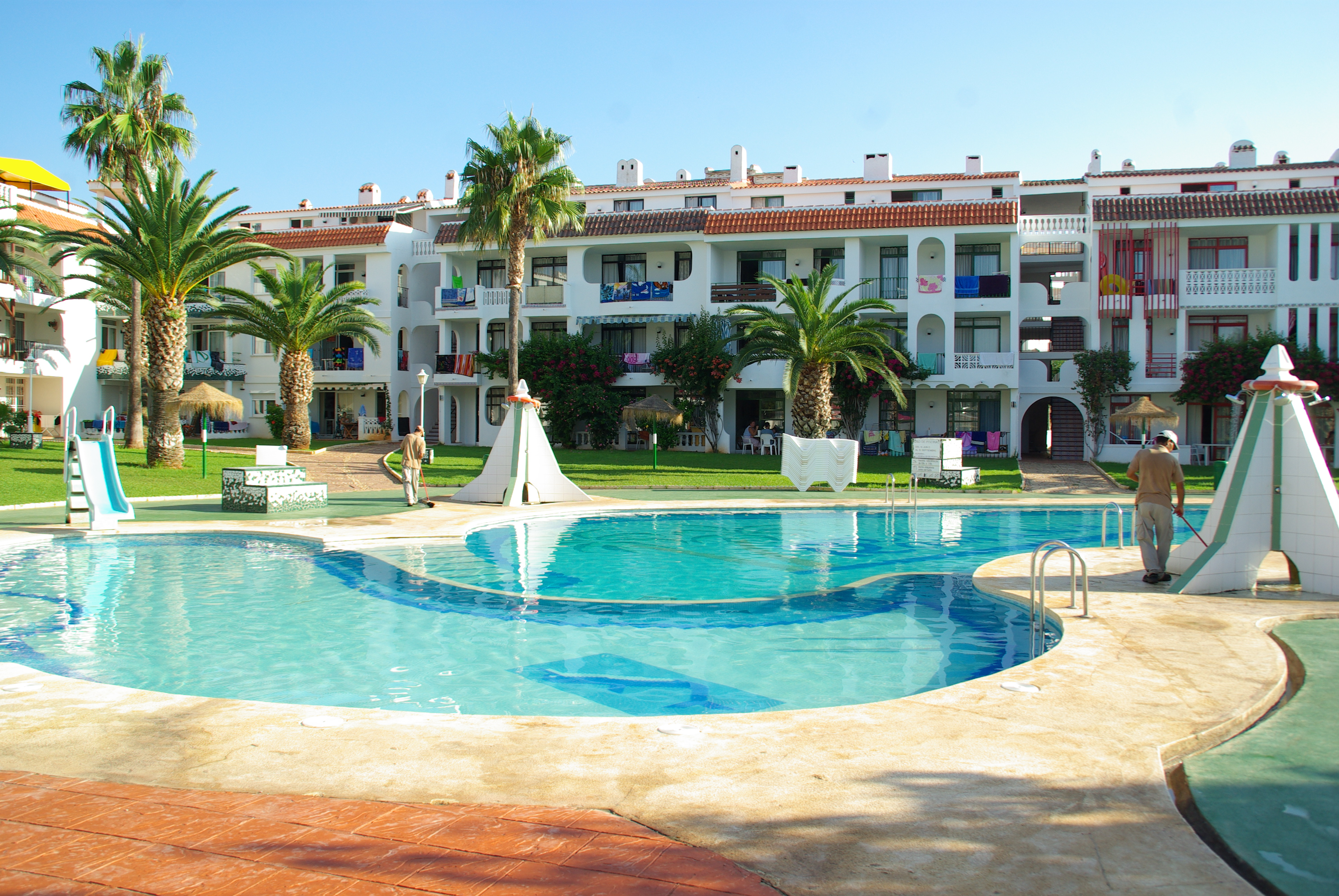
Готель із басейном
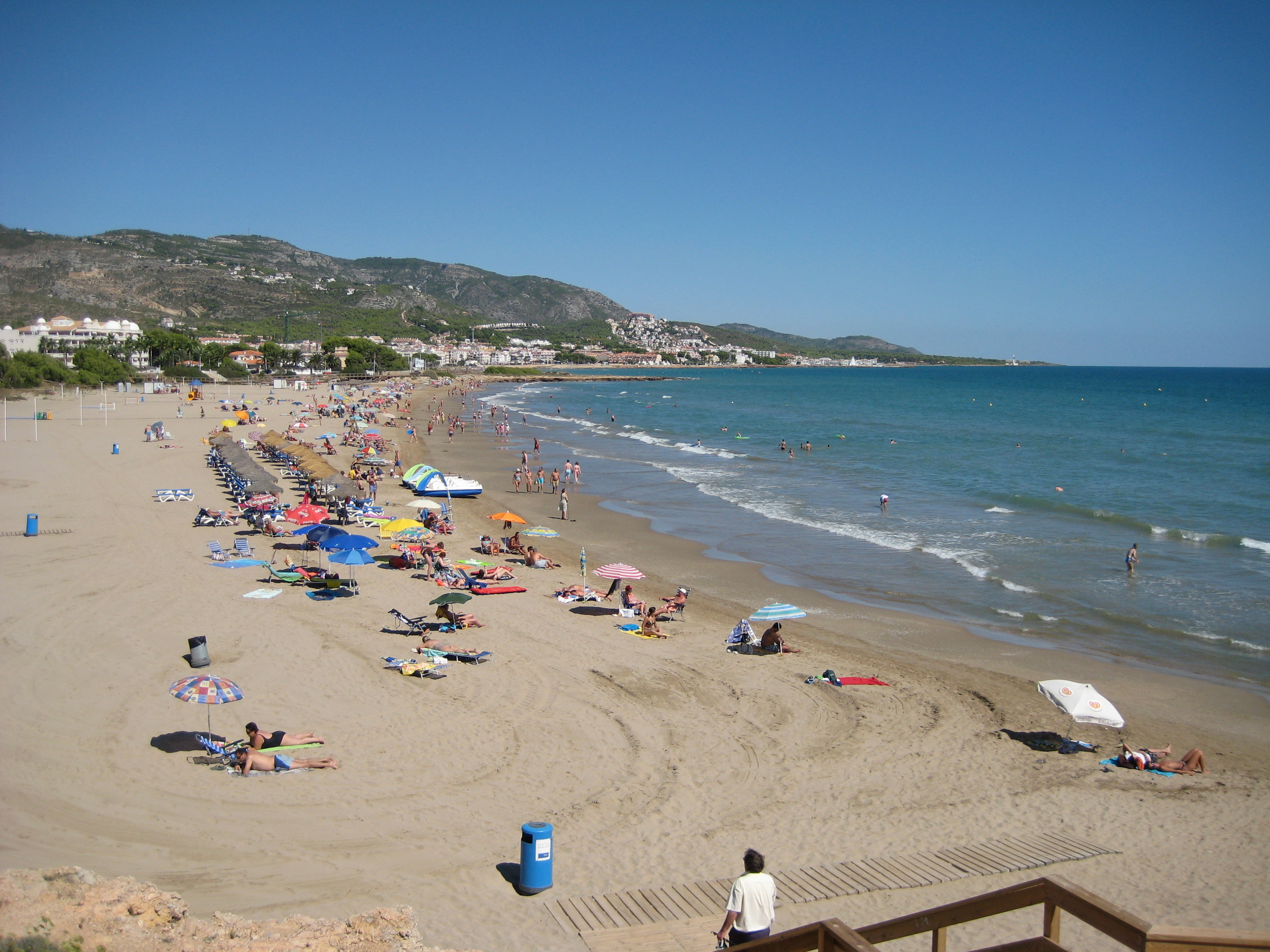
Пляж Романа
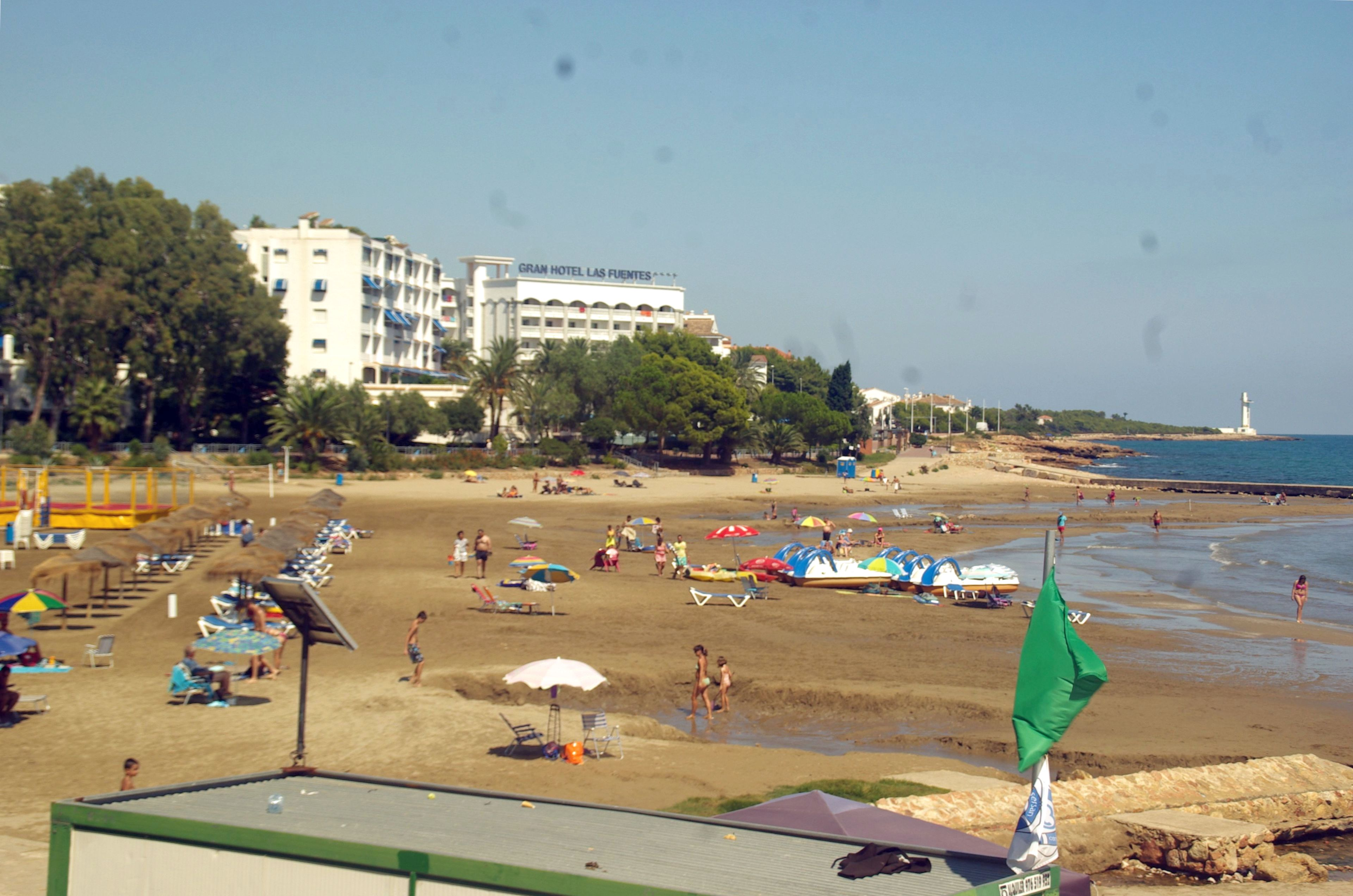
Пляж Плайя-де-лас-Фуентес
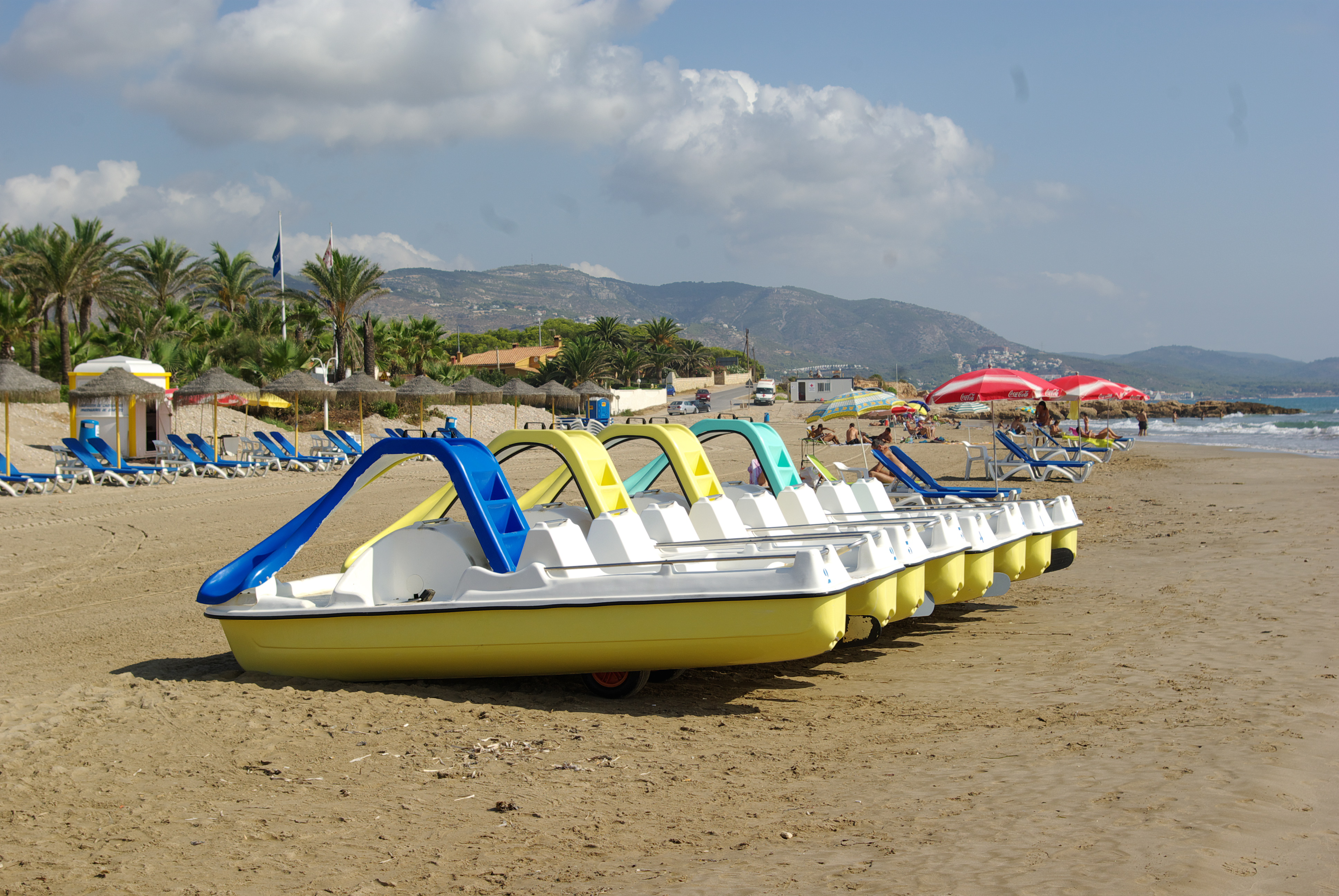
Пляж Манетіс
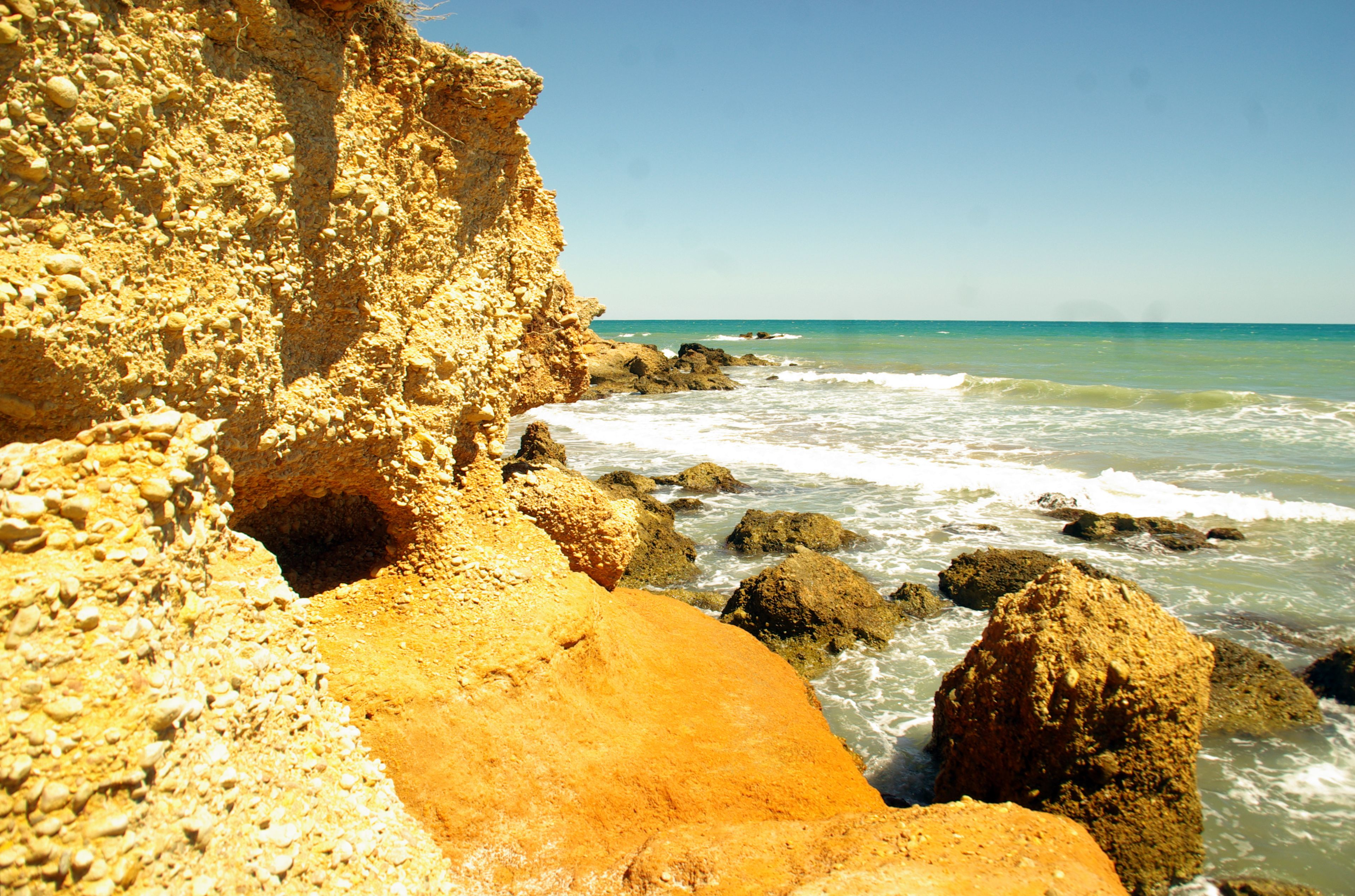
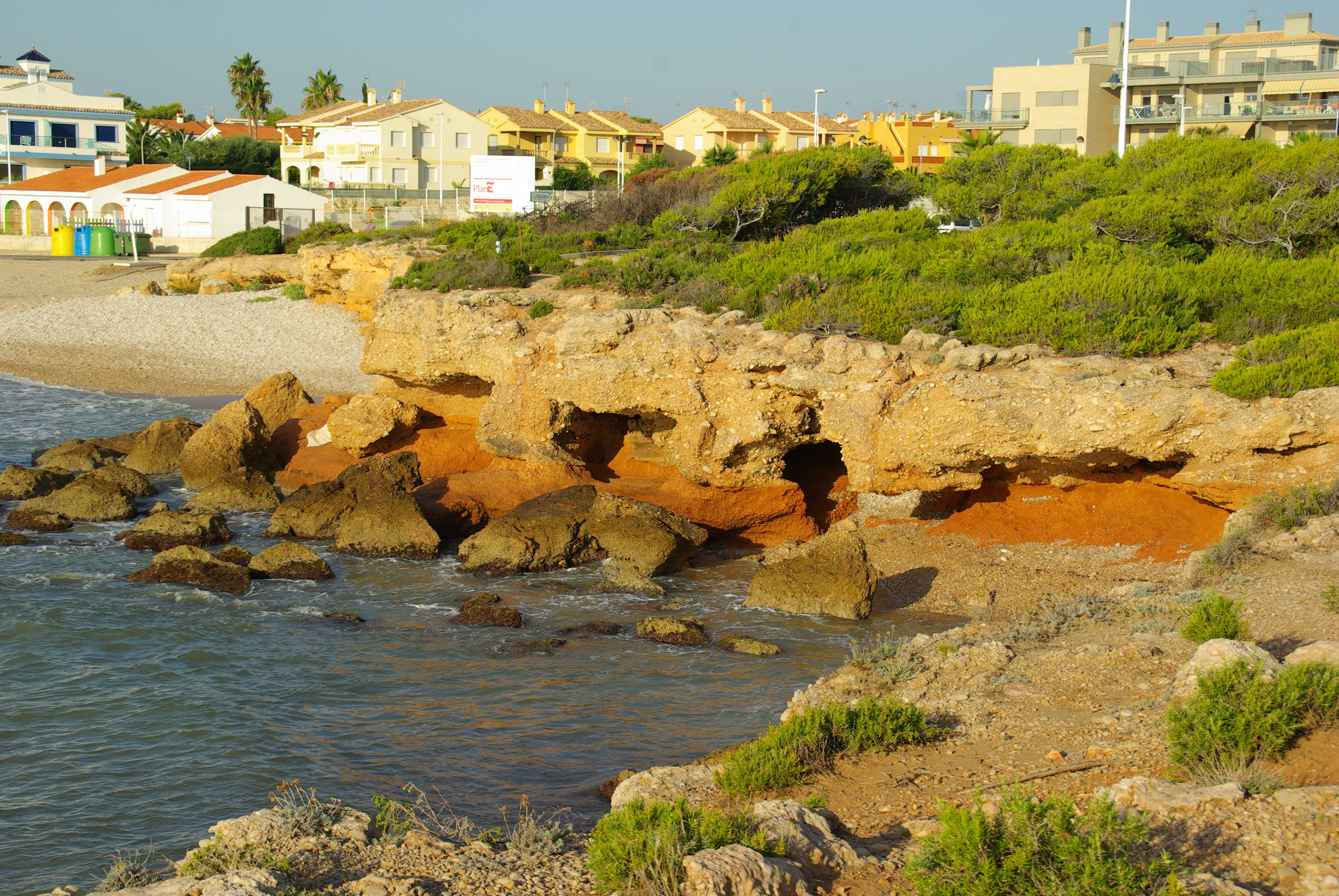
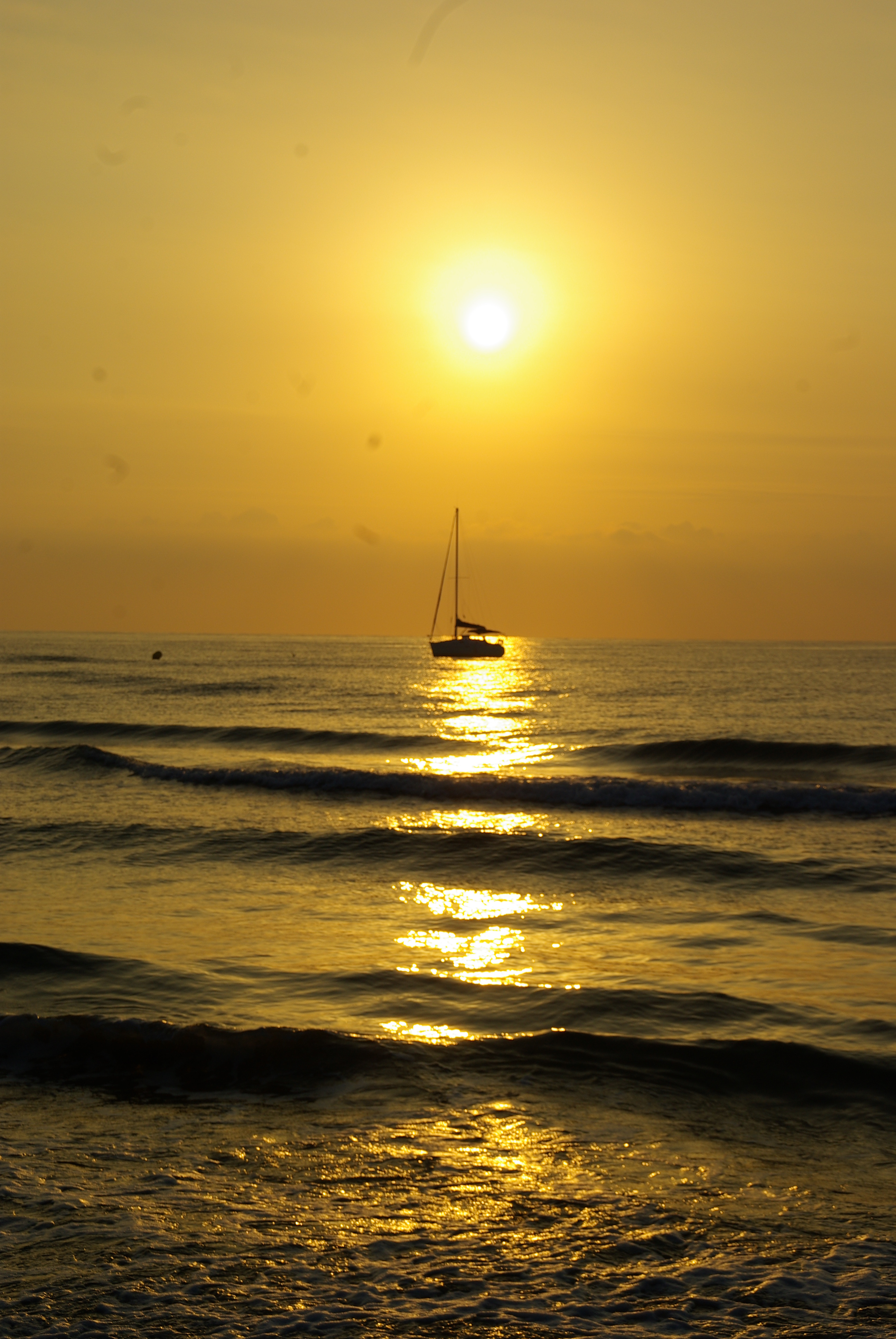
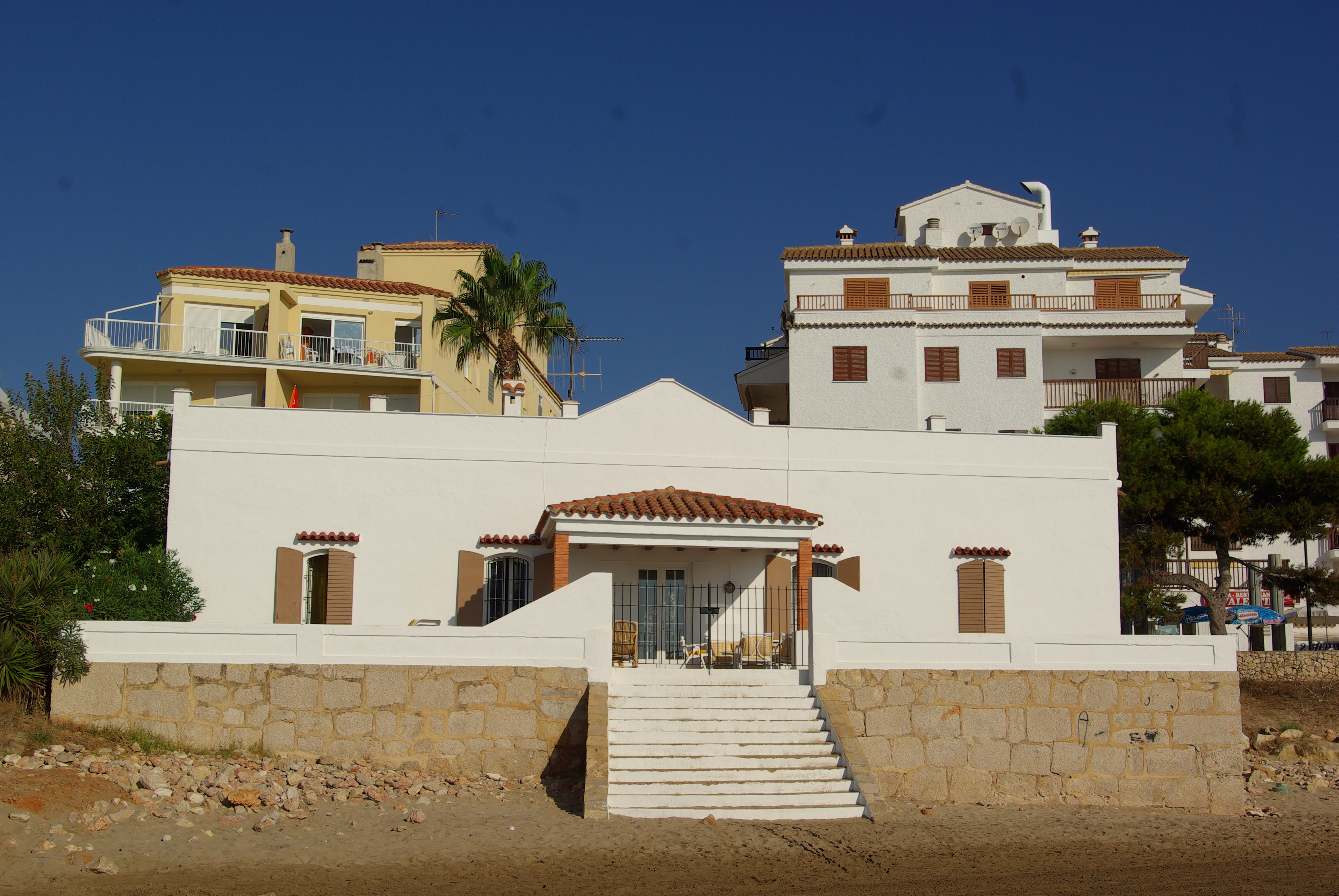
Будинки біля пляжу
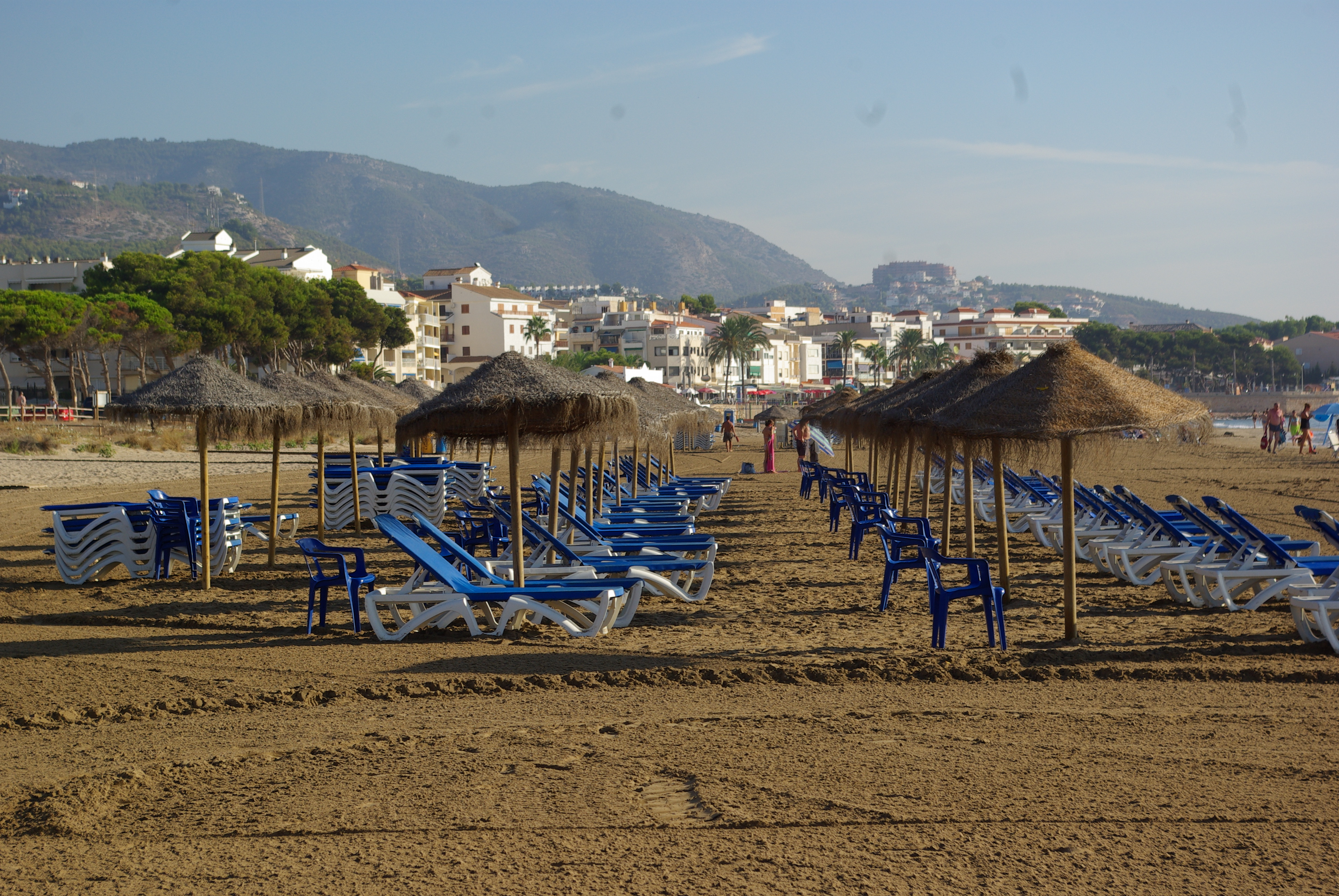
Пляж Platja del Carregador
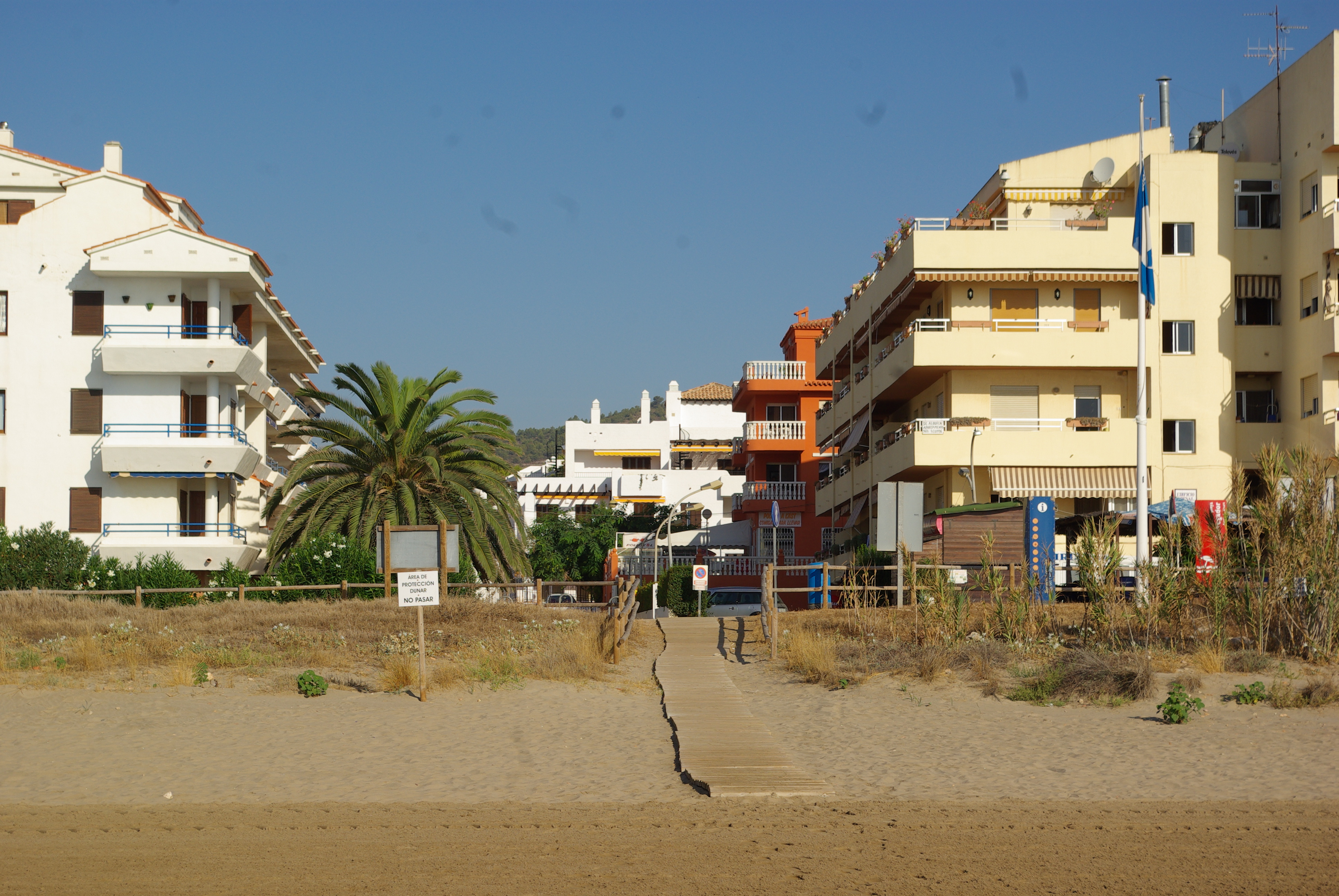
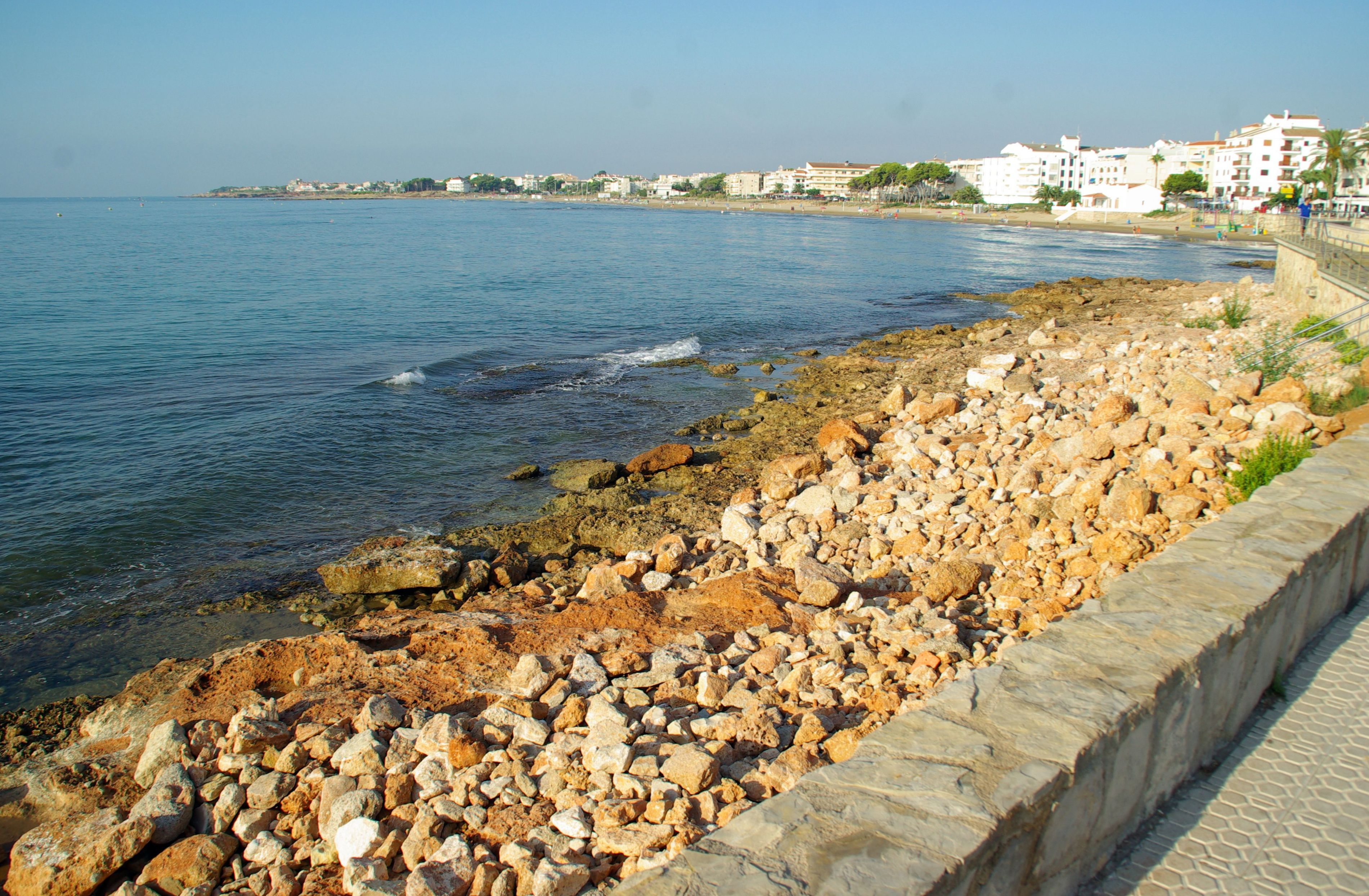